# Sulzenberg
Sulzenberg (mundartlich: Sultsberg) ist ein Gemeindeteil der bayerisch-schwäbischen Großen Kreisstadt Lindau (Bodensee).

## Geografie
Der Weiler liegt circa 4,5 Kilometer nördlich der Lindauer Insel. Westlich der Ortschaft verläuft die Bahnstrecke Buchloe–Lindau. Nordwestlich von Sulzenberg befindet sich Oberreitnau. Im Süden liegt das Naturschutzgebiet Spatzenwinkel.

## Ortsname
Der Ortsname stammt vom frühneuhochdeutschen Wort sulze für Salzwasser, Brühe und deutet auf salzig-saure Böden hin. Der Ortsname könnte auch auf eine Salzlecke hindeuten.

## Geschichte
Sulzenberg wurde erstmals urkundlich im 16. Jahrhundert mit einem Acker am Sulziberg erwähnt. Die Siedlung entstand ab 1804 durch Vereinödung und wird seit 1950 im Ortsverzeichnis genannt. Der Ort gehörte einst zur Gemeinde Oberreitnau, die 1971 in der Gemeinde Reitnau aufging, welche ihrerseits 1976 in die Stadt Lindau eingemeindet wurde.